# ماشین رویا
ماشین رؤیا (به ژاپنی: 夢みる機械, Yume Miru Kikai) یک فیلم انیمه‌ای ناتمام مانده در ژانر فانتزی-ماجراجویی ژاپنی به کارگردانی ساتوشی کن است. این پنجمین فیلم بلند کارگردان پس از ساختِ انیمه‌های آبی تمام‌عیار، بازیگر هزاره، پدرخوانده‌های توکیو، و پاپریکا بود.

## ساخت
پس از مرگ ساتوشی کن در ۲۴ اوت ۲۰۱۰، تولید در استودیوی مدهاوس ادامه یافت، جایی که تیم سازنده از نوار ویدیوهای کارگردانی شده و یادداشت‌های ساتوشی کن در تکمیل فیلم استفاده کردند. کار اصلی فیلم مانند طراحی صفحه و فیلمنامه قبلاً توسط کارگردان و تیم تکمیل شده بود. در آگوست ۲۰۱۱، ماسائو مارویاما، بنیانگذار مدهاوس اطلاع داد که تولید فیلم به دلیل کمبود مالی لغو شده‌است. تنها تعداد ۶۰۰ عکس از ۱۵۰۰ عکس متحرک شده‌است. او افزود که با وجود کمبود بودجه، قصد به پایان رساندن فیلم وجود دارد. در اوت ۲۰۱۸، مارویاما گفت: که فیلم در آینده‌ای قابل پیش‌بینی کامل یا اکران نخواهد شد، زیرا هیچ کارگردان انیمیشن ژاپنی وجود ندارد که بتواند با سطح توانایی کُن مطابقت داشته باشد، اگر چه او احتمال اجرای پروژه را رد نکرد و در آینده تحت نظر یک کارگردان با استعداد خارجی، پروژه احیا خواهد شد.

## شخصیت‌ها
هیچ شخصیت انسانی در فیلم وجود نخواهد داشت و همه شخصیت‌های آن ربات هستند. انیمه بر روی سه شخصیت اصلی ریریکو، رابین و کینگ متمرکز خواهد بود.
ریریکو (Ririco): شخصیتی باهوش و رهبر که یادآور پاپریکا است.
رابین (Robin): یک ربات کوچک زرد رنگ، پسر بچه ای کوچک که به مردی جوان تبدیل خواهد شد.
کینگ (King): یک ربات بزرگ، وفادار و آبی رنگ.